# 피에르질 드 젠

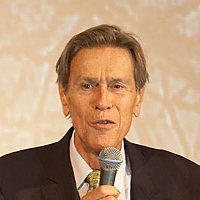
피에르질 드 젠

피에르질 드 젠(Pierre-Gilles de Gennes, 1932년 10월 24일 ~ 2007년 5월 18일)은 프랑스 태생의 물리학자로 1991년에 노벨 물리학상을 받았다.

## 생애
피에르 질 드 젠은 프랑스 파리에서 태어났고 12살까지 홈스쿨링을 받았다. 13살에 그는 어른의 읽기 습관을 익히고 박물관에 다니기 시작했고 나중에 프랑스 교육부 산하의 고등교육기관인 에콜 노르말 쉬페리외르에서 공부를 했다. 1955년에 학교를 떠나고 그는 Saclay Center의 연구원으로 일을 했다. 그는 주로 중성자 분산과 자력에 대한 연구를 하였다. 드젠은 1957년에 박사 학위를 받았다.
1959년에 드 젠은 박사학위를 받은 상태로 UC 버클리 대학에서 연구를 하다 프랑스 해군에 들어가 27개월 동안 복무를 하였다.1961년 그는 프랑스의 "Paris-Sud" 대학의 보조 교수로 일을하면서 그 대학에서 초전도체 연구 그룹을 만들었다. 1968년 그는 연구분야를 바꾸어 액정에 대해 연구를 하기 시작했다.

## 직업 및 업적
1971년 피에르 질 드 젠은 프랑스에 있는 대학인 콜레주 드 프랑스의 교수가 되어 고분자물리학 분야의 STRASACOL (스트라스부르,"Paris-Sud"대학, 콜레주드 프랑스가 연합해서하는프로젝트)에 참여했다. 1980년부터 그는 습윤과 접착과 같은 계면의 물리 원리 탐구에 관심을 갖기 시작했다
그는 1988년에 Harvey 상을 받았고 1990년에 울프 물리학상을 수상하였다. 1991년에 그는 노벨 물리학상을 받았다. 그리고 그는 ESPCI ParisTech 라는 곳에서 관리자로 2002년까지 일을 하였다.
드젠은 미국 화학회에서 "F.A. Cotton Medal for Excellence in Chemical Research"를 1997년에 수상하였고 프랑스 영국 연합 물리회에서 "Holweck" 상도 받았다. 프랑스 과학 학회로부터는 "Ampere Prize"를 받은 적이 있다. 이 외에도 드젠은 "Matteuci", "Harvey Price","polymer awards" 등의 여러 종류의 상을 수상하였다.
그는 노벨 물리학상을 간단한 물질을 어떻게 액정이나 고분자물질과 같이 복잡한 형태의 물질로 바꿀 수 있는지에 대한 연구를 하여 수상하였다.
가장 최근에 그는 미세 물질과 뇌에서 기억을 돕는 물질에 대한 연구를 진행하였다.